# Guernsey County
Guernsey County är ett administrativt område i delstaten Ohio, USA. År 2010 hade countyt 40 087 invånare. Den administrativa huvudorten (county seat) är Cambridge.

## Geografi
Enligt United States Census Bureau har countyt en total area på 1 368 km². 1 352 km² av den arean är land och 16 km² är vatten.

### Angränsande countyn
- Tuscarawas County - nord
- Harrison County - nordost
- Belmont County - öst
- Noble County - syd
- Muskingum County - väst
- Coshocton County - nordväst

### Orter
- Cambridge (huvudort)
- Cumberland